# Lozzo Atestino
Lozzo Atestino är en ort och kommun i provinsen Padova i regionen Veneto i Italien. Kommunen hade 3 064 invånare (2018).